# لورا ديل سول
لورا ديل سول (بالإسبانية: Laura del Sol) هي راقصة وممثلة إسبانية، ولدت في 27 نوفمبر 1961 ببرشلونة في إسبانيا.

## أعمال

### أفلام
- (1984) الضربة

## وصلات خارجية
- لورا ديل سول على موقع IMDb (الإنجليزية)
- لورا ديل سول على موقع روتن توميتوز (الإنجليزية)
- لورا ديل سول على موقع ألو سيني (الفرنسية)
- لورا ديل سول على موقع أول موفي (الإنجليزية)
- لورا ديل سول على موقع قاعدة بيانات الأفلام السويدية (السويدية)
- لورا ديل سول على موقع قاعدة بيانات الفيلم (الإنجليزية)
- لورا ديل سول على موقع كينوبويسك (الروسية)